# Куп пет нација 1973.
Куп пет нација 1973. (службени назив: 1973 Five Nations Championship) је било 79. издање овог најелитнијег репрезентативног рагби такмичења Старог континента. а 44. издање Купа пет нација.
Свих 5 селекција су оствариле учинак од 2 победе и 2 пораза. Због политичких тензија, Шкотланђани и Велшани су одбили да меч против Ирске играју у Даблину.

## Учесници
Напомена:
Северна Ирска и Република Ирска наступају заједно.
|   | Селекција                      | Стадион                             | Селектор       |
| - | ------------------------------ | ----------------------------------- | -------------- |
| 1 | Рагби репрезентација Француске | Парк принчева, Париз (48 718)       | Жан Десло      |
| 2 | Рагби репрезентација Енглеске  | Стадион Твикенам, Лондон (82 000)   | Џон Елдерс     |
| 3 | Рагби репрезентација Шкотске   | Стадион Марифилд, Единбург (67 144) | Бил Дикинсон   |
| 4 | Рагби репрезентација Велса     | Кардиф армс парк, Кардиф (65 000)   | Клајв Ровландс |
| 5 | Рагби репрезентација Ирске     | Ленсдаун роуд, Даблин (48 000)      | Сид Милар      |

## Такмичење
Француска - Шкотска 16-13
Велс - Енглеска 25-9
Шкотска - Велс 10-9
Ирска - Енглеска 18-9
Шкотска - Ирска 19-14
Енглеска - Француска 14-6
Велс - Ирска 16-12
Енглеска - Шкотска 20-13
Француска - Велс 12-3
Ирска - Француска 6-4

## Табела
|   | Селекција                      | ИГ | Д | Н | И | ПД | ПП | ПР  | Б |  |
| - | ------------------------------ | -- | - | - | - | -- | -- | --- | - |  |
| 1 | Рагби репрезентација Велса     | 4  | 2 | 0 | 2 | 53 | 43 | +10 | 4 |  |
| 1 | Рагби репрезентација Ирске     | 4  | 2 | 0 | 2 | 50 | 48 | +2  | 4 |  |
| 1 | Рагби репрезентација Француске | 4  | 2 | 0 | 2 | 38 | 36 | +2  | 4 |  |
| 1 | Рагби репрезентација Шкотске   | 4  | 2 | 0 | 2 | 55 | 59 | -4  | 4 |  |
| 1 | Рагби репрезентација Енглеске  | 4  | 2 | 0 | 2 | 52 | 62 | -10 | 4 |  |